# إيان هالام
إيان هالام (بالإنجليزية: Ian Hallam) مواليد 24 نوفمبر 1948 في نوتنغهام، إنجلترا، هو دراج إنجليزي. شارك في دورة الألعاب الأولمبية الصيفية وفاز بميدالية أولمبية.

## الميداليات
| الميدالية | المسابقة                       |
| --------- | ------------------------------ |
| برونزية   | الألعاب الأولمبية الصيفية 1972 |
| برونزية   | الألعاب الأولمبية الصيفية 1976 |

## روابط خارجية
- إيان هالام على موقع أرشيف الدراجات (الإنجليزية)
- إيان هالام على موقع إحصائيات الدراجات الإحترافية (الإنجليزية)
- إيان هالام على موقع أوليمبيديا (الإنجليزية)
- إيان هالام على موقع اللجنة الأولمبية البريطانية (الإنجليزية)
- إيان هالام على موقع اتحاد ألعاب الكومنولث (مؤرشف) (الإنجليزية)